# 555 California Street
555 California Street, antiguamente conocido como Bank of America Center, es un rascacielos de 52 pisos y 237,4 metros de altura localizado en San Francisco, California. Es el cuarto rascacielos más alto de la metrópoli y un punto de interés del Distrito Financiero. Completado en 1969, la torre sirvió como la sede mundial del Bank of America hasta 1998 cuando se fusionó con el NationsBank, y la empresa movió su sede a Charlotte, Carolina del Norte. 
Un 70 por ciento de intereses fue adquirido por Vornado Realty Trust de inversores extranjeros en junio de 2007 y un 30 limitado en conjunto con Donald Trump, a la vez continuando fusionado con Shorenstein Company. La terraza del rasacacielos fue utilizada como puesto de francotirador por el asesino autodenominado "Scorpio" en la película Harry el Sucio (1971), cuando apenas hacía dos años que se completó el rascacielos.